# 楊天錫
楊天錫（？—1623年），號九钦，直隸河間府故城县人。明朝政治人物。

## 生平
生有異秉，經史過目成誦，尤工小楷。万历四十年（1612年）壬子科鄉試舉人，天启二年（1622年）壬戌科二甲第二名进士。廷對已擬鼎甲，或贿赂讀卷官，易置二甲第二，後其人惶怖，載書一車诣門親謝，峻拒之，然亦不以语人。初任户部河南司主事，會各司缺员，代攝三司事。積案充棟，剖决如流，才名噪于長安。尋監督通州挖運，革奸吏，除陋規，夙弊一清。雖聲望日盛，而憂愤亦加。未幾卒于官。

## 家族
祖父楊時周，御史。